# Station Hel Bór
Station Hel Bór was een spoorwegstation in de Poolse plaats Hel. Het is een voormalig spoorwegstation van de PKP en werd gebruikt door een militaire basis. Het station werd gesloten in 1979.